# Christian Vater

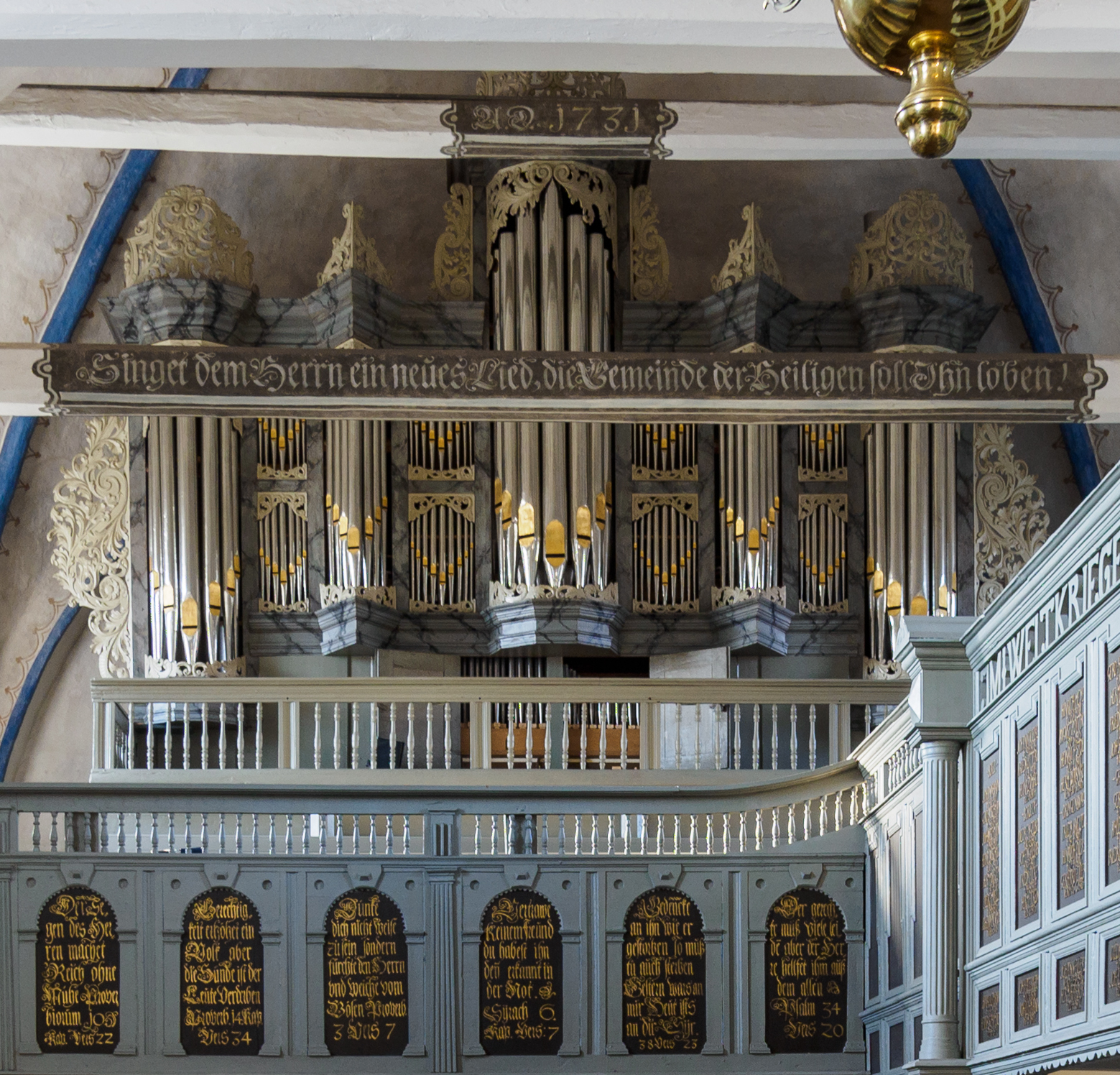
L'orgue Vater de la St.-Johannis-Kirche, Wiefelstede

Christian Vater, né à Hanovre le 11 octobre 1679 et mort le 25 janvier 1756, est un facteur allemand d'orgue et de clavecin.

## Biographie
Né à Hanovre, il est baptisé le 11 octobre 1679 ; son père Martin Vater était facteur d'orgues et lui a donné sa première formation dans le métier. Il a ensuite travaillé en tant que compagnon pour Arp Schnitger entre 1697 et 1700. Il a travaillé indépendamment à partir de 1702 environ. Il fut organiste à la cour de l'Électeur de Hanovre de 1708 à 1709 et devint facteur d'orgues à la cour en 1714, fonction qui sera reprise par son fils Johannes. En 1717, il avait construit ou rénové trente-trois orgues. Il a principalement travaillé à Hanovre et dans les environs : Osnabrück, Oldenbourg ... En dehors de cette région, il a travaillé à Cassel et Darmstadt ; il a également construit un orgue pour la vieille église d'Amsterdam en 1724-1726, et reconstruit un orgue pour la Westerkerk en 1726. 
En dehors des orgues, il a construit des clavecins et des clavicordes. Un seul clavecin de lui a survécu, daté de 1738, conservé à Nuremberg au Germanisches Nationalmuseum. 
Ses orgues subsistants sont à Bockhorn, Oldenbourg (1722); Amsterdam (1726); Wiefelstede, encore Oldenbourg (vers 1729); St Nikolai, Gifhorn (1748) et Hohenrode, Bad Hersfeld (1749); des vestiges tels que des buffets et des tuyaux subsistent ailleurs. Ses orgues ont des caractéristiques bien équilibrées et sont typiques de l'orgue baroque du nord de l'Allemagne tardive. 
Son frère Antoine Vater était établi à Paris comme facteur de clavecins ; il a eu pour apprenti Jean-Henri Hemsch.

## Le clavecin de 1738
Le seul clavecin conservé de Christian Vater possède un seul clavier, deux registres de 8' et un jeu de luth ; sa mesure est courte, il est cordé en laiton. L'éclisse courbe doublement incurvée est caractéristique de la facture d'Allemagne du nord. La table d'harmonie n'est pas décorée, elle porte simplement une rosace dorée portant le monogramme du facteur. La décoration de la caisse est plutôt simple : laquée noire, elle est décorée de gros motifs dorés sur le couvercle, la joue, l'éclisse courbe et le portillon. Le piétement comprend six pieds en forme de colonnes torsadées. L'instrument est en très bon état de  conservation et de bonne qualité sonore, ce qui en fait un modèle populaire pour la copie.

## Voir également
- Histoire de l'orgue
- Liste des fabricants de clavecins allemands
- Histoire du clavecin